# Prodoris
Prodoris is een geslacht van weekdieren uit de klasse van de Gastropoda (slakken).

## Soort
- Prodoris clavigera (Thiele, 1912)